# La La Anthony
Pour les articles homonymes, voir Anthony et Vázquez.
La La Anthony, de son vrai nom Alani Nicole Vázquez, est une actrice, DJ et animatrice radio née le 25 juin 1979 à Brooklyn. Elle est également auteur de best-sellers au New York Times et femme d'affaires.

## Biographie
Alani Nicole Vázquez nait à Brooklyn, l'un des cinq arrondissements de New York, dans une famille d'origine portoricaine(elle s'en décrit ainsi). Elle est l'aînée d'une fratrie de quatre : son frère Christian, et ses deux sœurs Solana et Aviana.
Elle fréquente l'université Howard à Washington où elle étudie la communication.

### Carrière

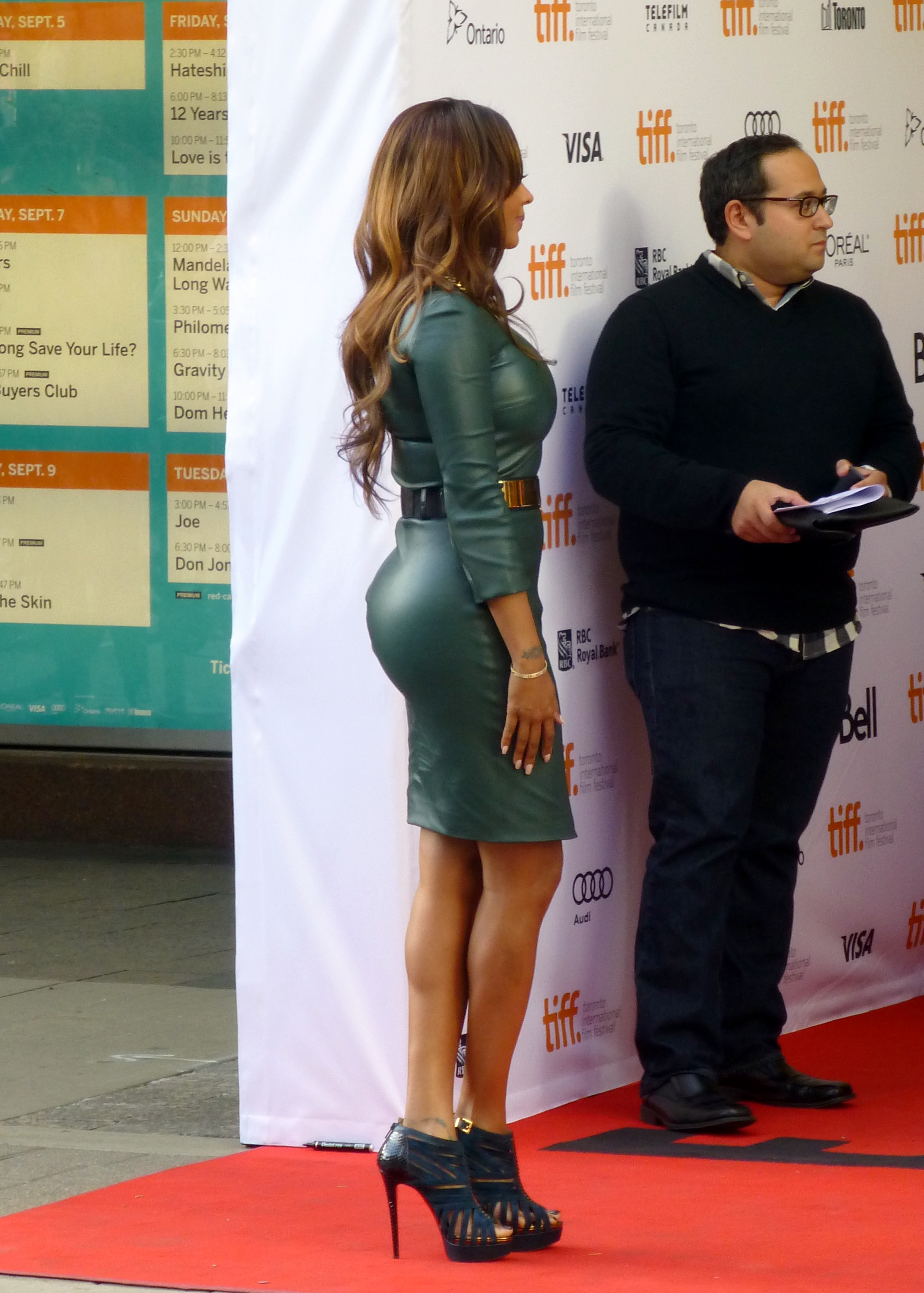
La La Anthony à la première de 12 Years a Slave, (2013) Toronto Film Festival

À l'âge de 15 ans, La La Anthony commence une carrière dans les médias du divertissement à la radio en tant qu'animatrice stagiaire pour la station Hot 97. Après un court stage sur cette station, et tout en poursuivant ses études au lycée, il lui est proposé de créer son propre show, le célebre 'Future Flavas, aux côtés du rappeur/acteur Ludacris.
À 19 ans, La La reçoit une offre de la station 92,3 The Beat de Los Angeles pour y co-animer sa propre émission de radio, The B-Syde. Après ce succès à la radio, La La quitte la station en 2001 et rejoint la famille MTV. Bien qu'elle n'ait eu aucune expérience précédente à la télévision, La La devient l'un des premiers talents du réseau et y anime deux de ses spectacles les plus populaires, Direct Effect et Total Request Live. Pendant son séjour à MTV, La La a interviewé plusieurs vedettes d'envergure, dont Brad Pitt, Tom Cruise, Will Smith et Angelina Jolie.

### Vie privée
Elle se fiance au basketteur Carmelo Anthony, qu'elle fréquente depuis 2003, en décembre 2004,. Elle donne naissance à un fils, Kiyan Carmelo Anthony, le 7 mars 2007. Ils se marient le 10 juillet 2010 devant 320 invités. La cérémonie est filmée par VH1 et diffusée dans leur émission de télé-réalité La La's Full Court Wedding,,. Leur vie de famille sera ensuite au cœur de l'émission La La's Full Court Life. En juin 2021, elle a demandé le divorce.

## Filmographie
Sauf indication contraire, les informations mentionnées dans cette section peuvent être confirmées par la base de données cinématographiques IMDb,  présente dans la section « Liens externes ».

### Au cinéma
- 2001 : Two Can Play That Game de Mark Brown : Bobby la DJ
- 2002 : Urban Massacre de Dale Resteghini : Pam Jackson
- 2004 : Street Dancers (You Got Served) de Chris Stokes : elle-même
- 2009 : Spring Breakdown de Ryan Shiraki : une juge du concours de célébrité
- 2012 : Think Like a Man de Tim Story : Sonia
- 2013 : 1982 (en) de Tommy Oliver : Neecy
- 2013 : Destination Love (Baggage Claim) de David E. Talbert : Tanya
- 2014 : Think Like a Man Too de Tim Story : Sonia
- 2015 : November Rule de Mike Elliott : Stacey
- 2015 : Chiraq de Spike Lee
- 2023 : You People de Kenya Barris (en)

### À la télévision
- 2004 : One on One (1 épisode) : Kendra
- 2009 : Charm School with Rikki Lake (en) (11 épisodes) : Dean
- 2009 : Les Experts : Manhattan (1 épisode) : Lisa Williams
- 2010 : Gun de Jessy Terrero : Mona
- 2012 : Let's Stay Together (1 épisode) : Latrice
- 2012 : NYC 22 1 épisode : PAA Kelly (non créditée)
- 2012 : Single Ladies (4 épisodes) : Presley Kearse
- 2013 : New York, unité spéciale (saison 14, épisode 22) : Anna Tejada
- 2014 : Power : Lakeisha
- 2015 : Unforgettable : Delina Michaels
- 2019 : BH90210 : Shay
- 2021 : Wu-Tang: An American Saga (3 épisodes)
- 2021 : Grown-ish : Esme (saison 4, 2 épisodes)
- 2021 : The Chi : Dominique (11 épisodes)
- 2021 : Black Mafia Family : Markaisha Taylor (2 saisons)